# Wachtwagen
Een wachtwagen is een tram, bus of soms ook een metro, trein of veerboot die op een strategische plaats in een stad of dorp achter de hand wordt gehouden om bij vertraging, uitval of calamiteiten snel te kunnen worden ingezet om passagiers die anders gestrand zouden zijn vervangend vervoer aan te bieden. Het personeel bevindt zich in het voertuig en heeft de taak te wachten op een oproep om ingezet te worden. Soms werden de wachtwagens in een remise of garage opgesteld.
In Amsterdam bestaan wachtwagens zowel bij de tram als de bus sinds 1964. De wagens van de tram stonden opgesteld vlak bij het Centraal Station in het Prins Hendrikplantsoen en hadden administratief het lijnnummer 98. In de begintijd werd de inzet door een chef ter plekke beslist. Na invoering van de mobilofoon was flexibelere inzet mogelijk. Ook Rotterdam heeft wachtwagens gekend. Daarnaast ook vele buitenlandse steden, onder meer in Poznan.
Vandaag de dag zijn bij veel bedrijven de wachtwagens wegbezuinigd en komt vervangend vervoer moeizamer op gang door het ontbreken van de wachtwagen.